# Пардус амурський
Пардус амурський, або пантера плямиста амурська (лат. Panthera pardus orientalis) — підвид виду Пантера плямиста (=пардус), який перебуває під загрозою зникнення. Мешкає на Далекому Сході, є одним з найрідкісніших представників родини Котових (Felidae). За найоптимістичнішими оцінками, в дикій природі залишається тільки 110 особин. Інколи називають «леопардом».

## Зовнішній вигляд

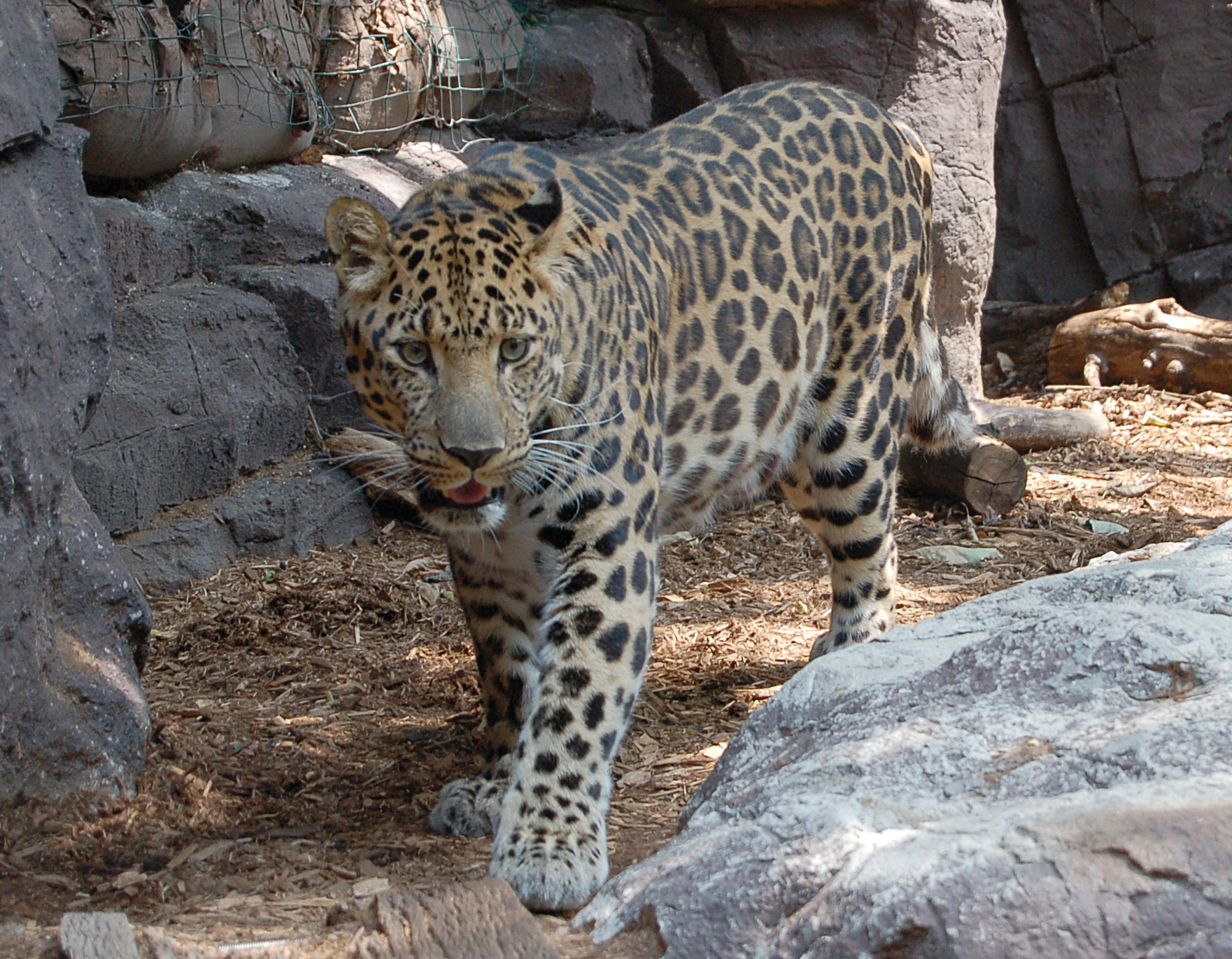
Амурський леопард у зоопарку Філадельфії

Самці важать 32—48 кг, деякі важать 60—75 кг. Самки — 25—43 кг.

### Особливості
Амурський пардус є найекзотичнішим підвидом пантери плямистої. Він має дуже великі як для пантер плями, і легендарні синьо-зелені очі. Довжина хутра змінюється від 2,5 см (влітку) до 7,5 см (взимку).

## Екологія
Типовим для пардуса амурського місцем проживання є хвойно-широколистяні ліси маньчжурського типу. Цей представник родини котячих віддає перевагу території з пересіченим рельєфом, крутими схилами сопок, скельними виходами порід і вододілами.

## Спосіб життя

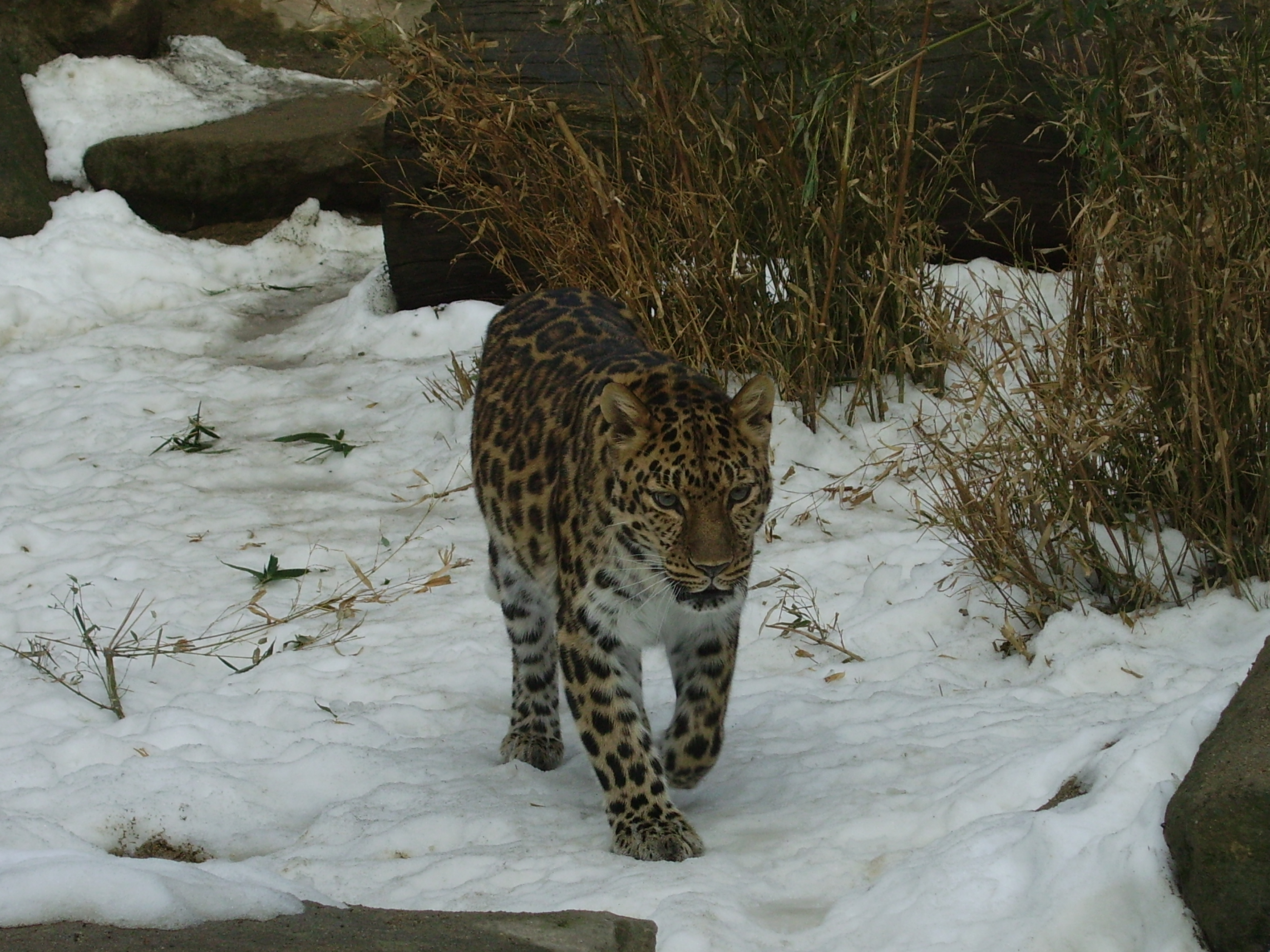
Амурський пардус у зоопарку Оломоуца

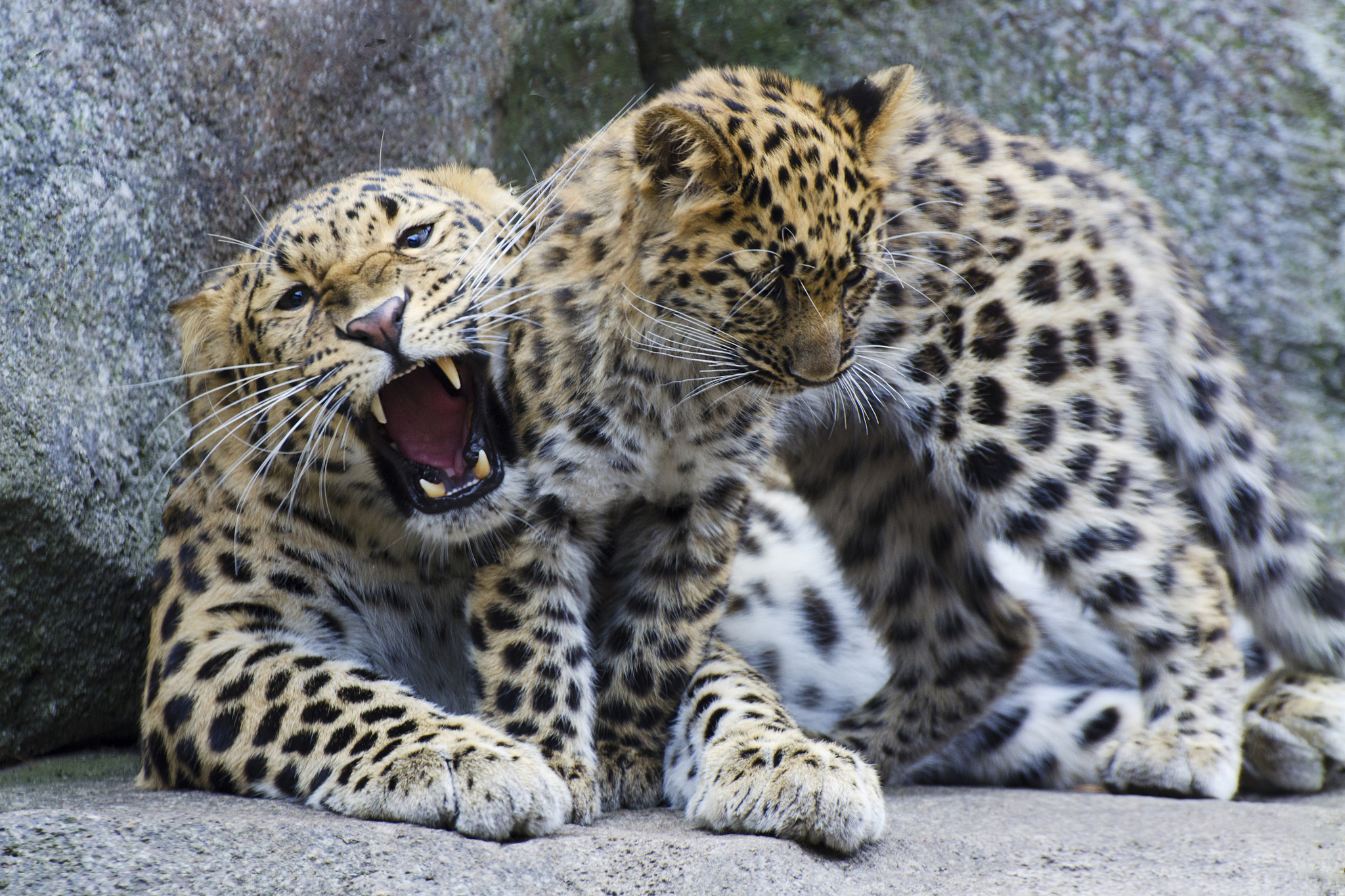
Самиця амурського пардуса зі своїм дитинчам

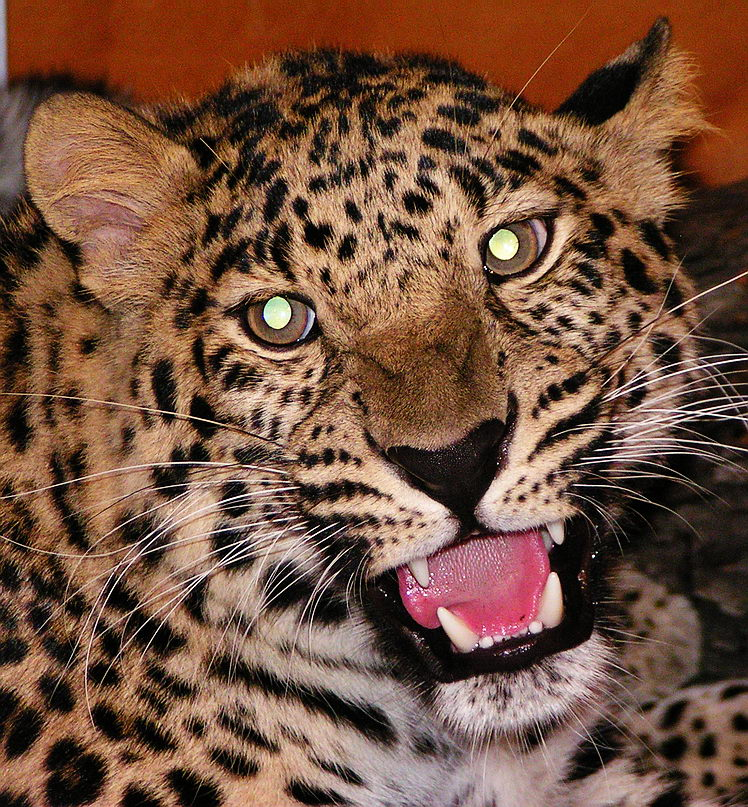

Веде переважно сутінковий спосіб життя. На полювання виходить зазвичай за годину чи дві до заходу сонця й полює першу половину ночі, хоча іноді переслідує здобич і вдень, особливо в похмурі холодні дні і взимку. На водопої з'являється також з настанням сутінків.

### Харчування
Їжу пардуса переважно становлять копитні: козулі, кабани, плямисті олені і телята лося. Крім того, леопард їсть зайців, борсуків, єнотовидних собак, фазанів, орябків і різних комах. У середньому, хижак добуває одну козулю на тиждень.

## Розмноження і тривалість життя
Пардуси досягають статевої зрілості в 2,5—3 роки, причому самці трохи пізніше, ніж самки. Шлюбний сезон наступає зазвичай у другій половині зими. Через три місяці в лігві, яке самка влаштовує в розсипах каменів, у печерах і під навислими скелями, з'являються від одного до п'яти дитинчат, зазвичай їх буває два-три. Кошенята народжуються сліпими, покритими густими, досить довгим волоссям. Шкурка поцяткована дрібними темно-бурими та чорними плямами, які не створюють розеток. Вага новонародженого 500—700 г, довжина тіла близько 15 см. Прозрівають вони на сьомий-дев'ятий день. На 12—15-й дні кошенята починають повзати по гнізду, а до двох місяців виходять з лігва. У цей час самка відригує їм напівперетравлене м'ясо, потім вони починають поїдати принесену матір'ю здобич. Самка вигодовує кошенят поодинці. Молоді тварини тримаються з матір'ю аж до її наступної тічки, а залишені самкою не розлучаються одне з одним до кінця зими. Самка може народжувати щороку, але, мабуть, смертність серед молодняку дуже висока.
У неволі пардуси народжують 1—4 дитинчат, вагітність триває 12 тижнів.
У дикій природі живуть до 15 років, у неволі — до 20 років.

## Винищування
Дика природа Росії дуже постраждала за останні роки. З 2000 року майже немає фондів і організацій із захисту природи. Країна скасувала фінансування державної організації зі збереження природи. Кількість браконьєрів дуже зросла, а число польових інспекторів для захисту лісів і тварин скоротилося на 80 %.
- Полювання на амурського пардуса заборонене, але з 2002 року в Росії знайшли дев'ять, а в Китаї дві шкури пантери.
- Ліси, в яких живе пардус, зникають з великою швидкістю, тому тварині ніде сховатись.
- У 2005 році на території, де живуть пардуси, побудували нафтопровід.

## Збереження

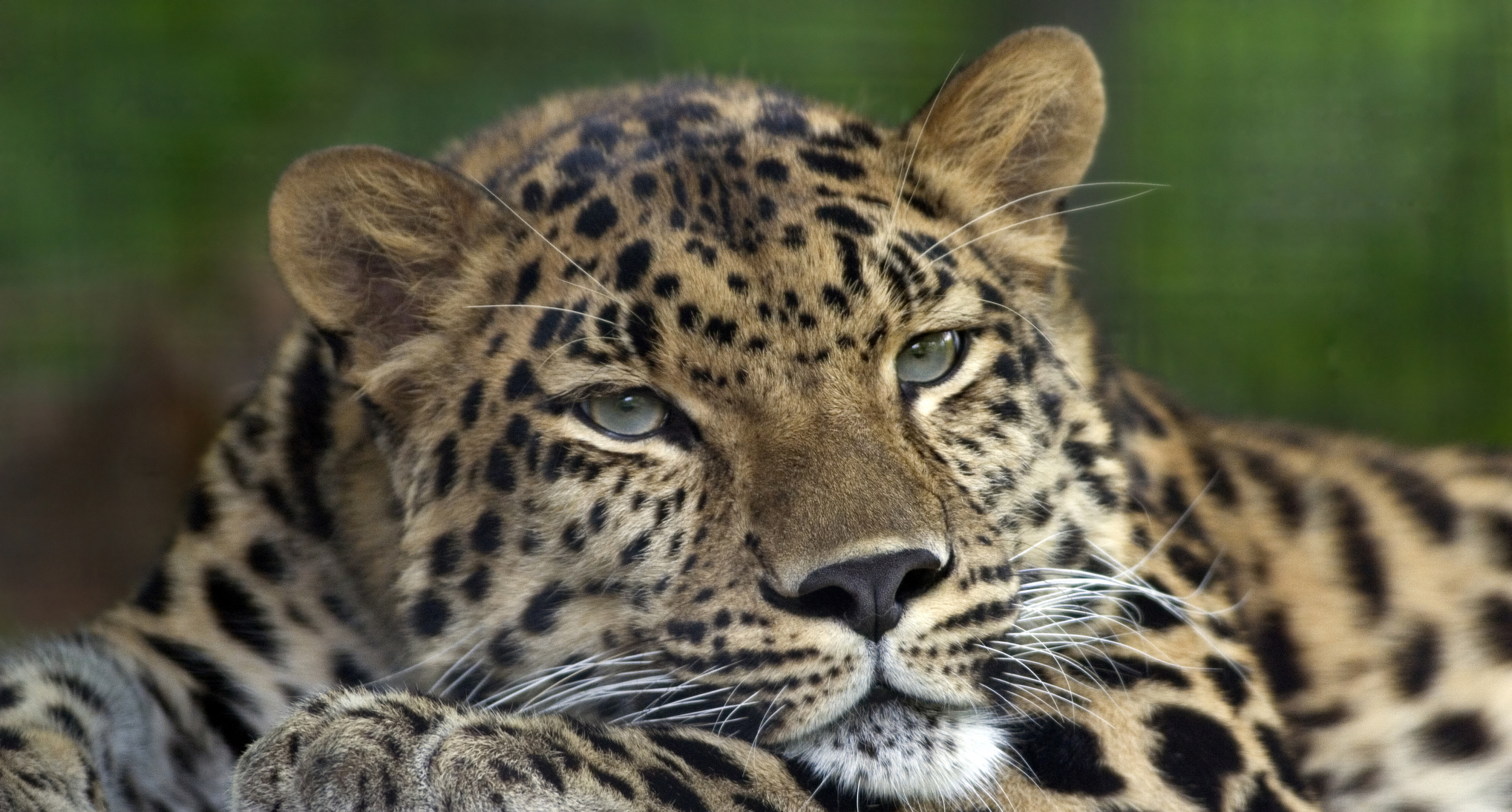
Фотографія пардуса амурського (Panthera pardus orientalis) у зоопарку Пітсбурга

Учасники ALTA заснували всесторонню програму по збереженню Амурських пантер і тигрів, вона включає в себе:
- Антивтручання
- Лісове пожежогасіння
- Компенсацію за втрати худоби, яку вбили тигри, чи пантери.
- Екологічне і біомедичне дослідження

Пантера плямиста амурська включена до Червоної книги Міжнародного союзу охорони природи і в додаток I до Конвенції про міжнародну торгівлю видами дикої фауни і флори, що перебувають під загрозою зникнення (СІТЕС). Полювання на леопарда заборонено з 1956 року. У Примор'ї далекосхідний леопард охороняється в заповіднику «Кедрова Долина» та заказнику «Леопардовий».